# Sylvia Trench
Sylvia Trench è un personaggio della serie cinematografica di James Bond, ispirata ai romanzi di Ian Fleming. È presente in Agente 007 - Licenza di uccidere e nel successivo A 007, dalla Russia con amore. È la prima Bond girl della serie cinematografica. È interpretata da Eunice Gayson.
Nel passaggio da romanzo a film, gli sceneggiatori Richard Maibaum e Tom Mankiewicz crearono deliberatamente nuovi personaggi. Sylvia Trench è frutto del loro lavoro, al fine di aumentare il "quoziente sessuale" dei film e di dare a Bond una "irresistibile immagine di mascolinità". L'idea, inoltre, era quella di costruire un personaggio ricorrente nella serie cinematografica a simulare il ruolo della ragazza di James Bond improvvisamente abbandonata in luogo degli affari; una gag che secondo la stessa Eunice Gayson avrebbe dovuto comparire nei primi sei film. Questa idea tuttavia venne meno già da Agente 007 - Missione Goldfinger.

## Caratteristiche
Come ha sottolineato Laura Mulvey, il ruolo di Sylvia Trench è puramente funzionale. Si tratta infatti di un personaggio creato esclusivamente per aumentare il numero di partner di Bond. In Licenza di uccidere si presenta vestita di un abito color rosso chiaro che lascia le spalle scoperte, i capelli raccolti, il rossetto rosso e lo smalto rosso su unghie ben curate. È una ragazza decisa, consapevole del proprio ruolo e delle proprie scelte e non si preoccupa di correre rischi. È colei che fa pronunciare a 007 la celebre frase di riconoscimento: "Il mio nome è Bond, James Bond". Rispetto allo stereotipo presente nel cinema contemporaneo, Sylvia rappresenta una donna sessualmente libera, attributi che se da un lato la avvicinano ad Holly Golightly, protagonista di Colazione da Tiffany, dall'altro mostrano l'immaturità del suo carattere.

## Biografia

### Licenza di uccidere
Il primo incontro con l'agente segreto avviene al casinò, nel corso di una partita a Chemin de fer, ed è grazie a Sylvia Trench che veniamo introdotti a James Bond: è il momento in cui Bond si presenta. Sylvia, vestita di un abito rosso, perde una cospicua quantità di denaro ma continua ad alzare la posta incurante delle perdite. A quel punto Bond è costretto ad abbandonare il tavolo chiamato da impegni di lavoro e Sylvia sarà spiaciuta di dover improvvisamente terminare il gioco: "Peccato che debba andar via... proprio quando la cosa diventava interessante". "Lei gioca a qualche altro gioco, voglio dire, oltre allo Chemin de fer?" dirà Bond: "Sì, golf... tra le altre cose" sarà la risposta di Sylvia Trench. A quel punto Bond propone di incontrarsi il pomeriggio del giorno successivo e le darà il proprio biglietto da visita.
Dopo un breve passaggio al quartier generale del servizio segreto britannico, dove verrà a conoscenza della sua nuova missione, Bond ritorna a casa e sorpreso vi ritrova Sylvia Trench. Indossando esclusivamente una camicia appartenente a Bond e un paio di scarpe dorate dal tacco alto, Sylvia gioca a golf. Nonostante sia venuta meno all'appuntamento del giorno seguente anticipandolo, convincerà con un bacio Bond a non partire immediatamente per la missione, bensì "quasi immediatamente" dopo qualche ora d'amore.

### Dalla Russia con amore
La seconda apparizione di Sylvia Trench avviene lungo un fiume non meglio precisato, durante un picnic con Bond. Sylvia veste un bikini a due pezzi. La loro gita d'amore viene però improvvisamente interrotta da una chiamata di Miss Moneypenny che richiama 007 al lavoro.
Per scusarsi dell'assenza afferma di essere alle prese con un "vecchio caso", e promette di essere nuovamente al lavoro entro un'ora e mezza, periodo di tempo in cui farà l'amore con Sylvia nella sua Bentley 4¼ Litre decappottabile.